# Bác sĩ nhi khoa tài ba
Bác sĩ nhi khoa tài ba là phim truyền hình Trung Quốc phát sóng năm 2020. Đây là bộ phim thành thị về chủ đề y khoa do Dương Lỗi đạo diễn và  Trần Hiểu, Vương Tử Văn, Giả Thanh đóng chính .

## Nội dung
Bác sĩ nhi Đặng Tử Ngang, Tiêu Giai Nhân dưới sự dìu dắt của Giám đốc bệnh viện Cốc Lập Phong. Đặng Tử Ngang là một bác sĩ soái ca thuộc thế hệ phú nhị đại nhưng lại rất chuyên tâm và nghiêm túc theo đuổi nghề y, với mong muốn cứu chữa cho các bệnh nhân nhí. Trong quá trình công tác, bác sĩ Đặng Tử Ngang nảy sinh tình cảm với đồng nghiệp Tiêu Giai Nhân đến từ Vân Nam, cuối cùng hai người có một kết cục viên mãn.

## Phát sóng
| Kênh                 | Quốc gia   | Ngày phát sóng       | Thời gian phát sóng                                                                |
| -------------------- | ---------- | -------------------- | ---------------------------------------------------------------------------------- |
| Bắc Kinh TV (BTV -1) | Trung Quốc | 30 tháng 11 năm 2020 | Chủ nhật đến thứ sáu 19: 35－21:15（2 tập / ngày） Thứ bảy 19:35－20:10（Một tập） |
| Thâm Quyến TV        | Trung Quốc | 30 tháng 11 năm 2020 | Chủ nhật đến thứ sáu 19: 35－21:15（2 tập / ngày） Thứ bảy 19:35－20:10（Một tập） |
| Youku                | Trung Quốc | 30 tháng 11 năm 2020 | VIP 22:00 hàng ngày Tài khoản thường 22:00 ngày hôm sau                            |
| Mango TV             | Trung Quốc | 30 tháng 11 năm 2020 | VIP 22:00 hàng ngày Tài khoản thường 22:00 ngày hôm sau                            |

## Diễn viên

### Diễn viên chính
| Diễn viên                                    | Vai                                                                   | Miêu tả | Ghi chú |
| -------------------------------------------- | --------------------------------------------------------------------- | --- | ------- |
| Trần Hiểu Ngô Dục Lưu Dục Thần               | Đặng Tử Ngang Đặng Tử Ngang (Thiếu niên) Đặng Tử Ngang (Thiếu nhi)    | Phó trưởng khoa ngoại tổng quát Bệnh viện nhi Đồng Hinh Bác sĩ nhi soái ca và điềm tĩnh thuộc thế hệ phú nhị đại nhưng lại rất chuyên tâm và nghiêm túc theo đuổi nghề                                                                                |         |
| Vương Tử Văn Phùng Du Nhiễm Thái Doanh Doanh | Tiêu Giai Nhân Tiêu Giai Nhân (Thiếu niên) Tiêu Giai Nhân (Thiếu nhi) | Chuyên gia phẫu thuật khoa ngoại tổng quát Bệnh viện nhi Đồng Hinh Bác sĩ chuyên khoa ngoại tổng quát đến từ Vân Nam Người mới đến Thượng Hải, Dưới sự lãnh đạo của thầy Đặng và thầy Hứa, dần dần trưởng thành và trở thành một bác sĩ chuyên nghiệp |         |
| Giả Thanh                                    | Cốc Giai Nhân                                                         | Chuyên gia phẫu thuật khoa ngoại tổng quát Bệnh viện nhi Đồng Hinh Bác sĩ thế hệ thứ hai, con gái Viện trưởng Bệnh viện nhi Đồng Hinh Cốc Lập Phong                                                                                                   |         |
| Vu Tiểu Vĩ                                   | Hứa Bỉnh Trạch                                                        | Phó trưởng khoa ngoại tổng quát Bệnh viện nhi Đồng Hinh Đàn anh của Đặng Tử Ngang, sau rời Đồng Hinh đến bệnh viện tư Bảo Khang |         |

### Bệnh viện nhi Đồng Hinh
| Diễn viên             | Vai                                      | Miêu tả | Ghi chú                                     |
| --------------------- | ---------------------------------------- | --- | ------------------------------------------- |
| Nhạc Dược Lợi Tào Lôi | Cốc Lập Phong Cốc Lập Phong (Thiếu niên) | Viện trưởng Bệnh viện nhi Đồng Hinh thuộc Đại Học Đông Hải Thận trọng và công tư phân minh, giới thiệu Tiêu Giai Nhân đến bệnh viện Đồng Hinh                                                    |                                             |
| Dương Minh Na         | Tôn Dịch Quyên                           | Bác sĩ trưởng khoa ngoại tổng quát Phẫu thuật tổng quát toàn diện, xử lý tốt mối quan hệ bác sĩ - bệnh nhân                                                                                      |                                             |
| Trương Tùng           | Trình Chí Đào                            | Bác sĩ trưởng khoa ngoại tổng quát (không chính thức) Người trợ lý cao cấp, biệt danh "Bát Ca", hài hước, niềm nở và hiếu khách Người bạn tốt đầu tiên của Tiêu Giai Nhân ở khoa ngoại tổng quát |                                             |
| Chu Gia Kỳ            | Vương Hàng                               | Bác sĩ nội trú đơn vị chăm sóc đặc biệt khoa nhi Biệt danh "Vua keo kiệt", cuộc sống được lên kế hoạch cẩn thận, có ấn tượng tốt ở những mặt khác, bạn của Đặng Tử Ngang                         |                                             |
| Lý Hoan               | Lôi Hạo                                  | Y tá khoa cấp cứu Y tá nam giàu kinh nghiệm, chu đáo và có trách nhiệm, thích Cốc Giai Nhân | Thay cho Đồng Trác                          |
| Trương Mộc Hề         | Phương Mạn                               | Ý tá Tân binh ít kinh nghiệm,cô gái Thượng Hải, bạn cùng phòng và bạn của Tiểu Giai Nhân | Kết hôn và có con với Vương Hằng (Kết phim) |
| Lưu Mẫn               | Tăng Di                                  | Y tá trưởng bệnh viện nhi Đồng Hinh Trưởng khoa hộ lý tử tế và tốt bụng, khuyến khích đồng nghiệp xung quan đúng lúc                                                                             |                                             |
| Cố Giai Bân           | Trần Kỳ                                  | Trưởng khoa phẫu thuật thần kinh Bình tĩnh, chuyên nghiệp, chuyên gia phi thường với trình độ y học cao                                                                                          |                                             |
| Quản Tử Tịnh          | Hạ Vĩnh Cường                            | Bác sĩ phẫu thuật khoa thần kinh Em vợ của Hứa Bỉnh Trạch. Cứng rắn, thường xuyên xung đột với các bộ phận khác.                                                                                 |                                             |

### Diễn viên khác
| Diễn viên            | Vai                 | Miêu tả | Ghi chú |
| -------------------- | ------------------- | --- | --- |
| Vương Tư Tư          | Mẹ của Thước Thước  | Mẹ của Lý Thước, một cậu bé bị ngã từ trên cao | |
| Thịnh Trung Vỹ       | Lục Chinh Vũ        | Tiễu Vũ "Sasuke", Một bệnh nhân bị đau ruột thừa, sống nội tâm ít nói chuyện và rất có năng khiếu hội họa, là bệnh nhân đầu tiên của Tiêu Giai Nhân ở Đồng Hinh | Mất vì tai nạn xe (Kịch bản gốc là tự tử vì áp lực việc học)                                                                        |
| Chu Thi Tuyền        | Mẹ của Tiểu Vũ      | Lo lắng về hiệu quả học tập của Tiểu Vũ, nhưng vô hình trung đã tạo áp lực                                                                                      | |
| Trương Tử Hy         | Đình Đình           | Bệnh nhân Leukemia, 4 tuổi,ở bệnh viện được hai năm, mạnh mẽ, dũng cảm dù bố mẹ đã bỏ rơi                                                                       | |
| Yến Tinh Nguyệt      | Phong Phong         | | |
| Trương Hi Nhiên      | Đóa Đóa             | Bệnh nhân đầu tiên của Đặng Tử Ngang, sáu tuổi, bị u nguyên bào thần kinh và chết trong khi phẫu thuật                                                          | Hồi ức của Đặng Tử Ngang |
| Triệu Uấn Trác       | Đan Đan             | Diễn viên nhí nổi tiếng, bị bệnh loét dạ dày và hội chứng Guillain-Barré                                                                                        | Trở thành bạn của bác sĩ Tiêu sau khi khỏi bệnh giúp đỡ Đình Đình tìm người hiến tủy                                                |
| Vinh Dung            | Mẹ của Đan Đan,     | Mẹ của Đan Đan, Đại diện và Người quản lý của Đan Đan | |
| Trương Vũ Phi        | Hạ Vĩnh Ninh        | Vợ của Hứa Bỉnh Trạch, lo lắng về tương lai của Bỉnh Trạch ở Đồng Hinh, và hy vọng rằng anh ấy có thể được chuyển đến một bệnh viện tư nhân để phát triển thêm  | |
| Đàm Khải             | Viện trưởng Ông     | Viện trưởng Bệnh viện Nhi đồng Bảo Khang đánh giá cao khả năng chuyên môn của Hứa Bỉnh Trạch và trả lương cao cho anh ấy                                        | |
| Ngũ Vũ Quyên         | Chung Lệ Văn        | Vợ của Viện trưởng Cốc, mẹ của Cốc Giai Nhân, hết lòng mong đợi sự nghiệp của con gái mình                                                                      | |
| Nhan Cảnh Dao        | Trần Mĩ Lan         | Mẹ của Đặng Tử Ngang | |
| Đinh Dũng Đại        | lão Đặng            | Cha của Đặng Tử Ngang | |
| Nhâm Dật Phàm        | Đặng Gia Sướng      | Em cùng cha khác mẹ của Đặng Tử Ngang | |
| Trần Dịch Tĩnh       | Vu Tiếu             | Mẹ kế của Đặng Tử Ngang, mẹ của Đặng Gia Sướng | |
| Đằng Ái Huyền        | Tô Ma Ma            | Mẹ nuôi của Tiêu Giai Nhân từ Vân Nam | |
| Kôji Yano            | Inoue Kiyoshi       | Bác sĩ nhi Bệnh viện Saint Central Nhật Bản | |
| Tống Tử Hào          | Phan Lợi Khải       | Thực tập sinh của bệnh viện nhi Đồng Hinh, do Cốc Giai Nhân làm trợ giảng                                                                                       | |
| Trương Ỷ Nhiên       | Hồ Duyệt            | | |
| Vương Thiến Ni       | Tiểu Tần            | Thực tập sinh, do Tiêu Giai Nhân làm trợ giảng | |
| Chu Kiến             |                     | Cha của Vương Hàng | |
| Tần Việt             |                     | Mẹ của Vương Hàng | |
| Saito Hiroyuki       |                     | Giám độc bệnh viện người Nhật | |
| Rinji                | Bộ trưởng Kobayashi | | |
| Diêu Khắc Cần        | Cựu Viện trưởng     | Viện trưởng cũ của Đồng Hinh, đến giúp Tiêu Giai Nhân tìm cách chữa bệnh của Triệu Tuấn Phong                                                                   | |
| Chu Hiểu Hải         |                     | Ông nội của Thước Thước | |
| Hồ Tình Vân          |                     | Bà nội của Thước Thước | |
| Tôn Diên Sanh        |                     | Cha của Tiểu Ái | |
| Khương Thiếu Đồng    |                     | Cha của Phong Phong | |
| Cao Nhuế             |                     | Mẹ của Phong Phong | |
| Đàm Tâm Tâm          | Lưu Vận             | Y tá | |
| Lục Ân Hinh          | Dương Hiểu Tuyết    | | |
| Vương Thái Lị        |                     | Mẹ của Triệu Tuấn Phong | |
| Quý Nghiên Phi       | Y Y                 | Con gái của Hứa Bỉnh Trạch | Con gái đột nhiên bị viêm màng não và được đưa đến bệnh viện để cấp cứu nhưng Hứa Bỉnh Trạch đang trong phòng mổ không hề hay biết. |
| Cố Khải Lị           | La Phương Phi       | | |
| Lý Hân Diệp          | Hiểu Lam            | Bạn gái của Vương Hàng do cha của Mao Mao giới thiệu | |
| Phó Bạc Hàm          | Phi Phi             | Trẻ nhỏ của nhà trẻ Giọt nước nhỏ | Mất ở tập 17 do nổ trạm xăng |
| Phiền Vũ Khiết       | Tuệ Tuệ             | Trẻ nhỏ của nhà trẻ Giọt nước nhỏ | |
| Trương Tử Hàm        | Tùng Tùng           | Trẻ nhỏ của nhà trẻ Giọt nước nhỏ | |
| Lưu Thế Kiệt         | Triệu Tuấn Phong    | Bệnh nhi, bị bệnh Ung thư phổi giai đoạn đầu vì phải bụi Amiăng trong nhiều năm                                                                                 | |
| Tô Thu Dật           | Lâm Lâm             | | |
| Asano Nagahide       | Hidenaka Kobayashi  | CFO của một bệnh viện Nhật Bản | |
| Quản Lạc             | Lưu Vũ Mộc          | Mối tình đầu của Đặng Tử Ngang, mẹ của Tiểu Kiệt, đã ly hôn | |
| Phùng Bằng           |                     | Cha của Mao Mao | |
| Mã Hiểu Phong        |                     | Cha của Phương Mạn | |
| Trương Lộ            | La Nghị             | Bác sĩ | |
| Trương Cạnh          |                     | Cha của Thước Thước | |
| Quách Bích Đan       | Cố Thiến Thiến      | | |
| Trương Hoan          | Kim Lị Lị           | | |
| Lý Gia Húc           |                     | Cha của Tiểu Húc | |
| Dương Thanh Thiến    | Liễu Minh Tuệ       | Bạn gái của bác sĩ Đặng | |
| Vương Gia Lệ         |                     | Mẹ của Triệu Tuấn Phong | |
| Lỗ Anh Tuấn          | Tiểu Hứa            | Người hiến tủy cho Đình Đình | |
| Khương Tư Ý          | Mỹ Mỹ               | | |
| Lưu Tử Y             | Nhất Nhất           | | |
| Lý Dực Ân            | Dao Dao             | | |
| Ngô Ngạn Bạc         | Tiểu Siêu           | | |
| Hạ Dịch Thần         | Châu Châu           | | |
| Dương Hàm            | Tiểu Kiệt           | | |
| Vương Hàm Triết      | Nguyên Bảo          | | |
| Chu Khánh Quân       | Sấu Mao Mao         | | |
| Cao Vũ Hiên          | Bàng Mao Mao        | | |
| Thái Dịch Hàng       | Qua Qua             | | |
| Ngô Lâm Khiêm        | Ninh Ninh           | | |
| Ninh Trí Viễn        | Đinh Đinh           | | |
| Kim Kì Thừa          | Đô Đô               | | |
| Sa Hủ Mặc            | Hạ Thiên            | | |
| Hàn Thụy Kiệt        | Tiểu Thụy           | | |
| Sa Tuấn Hi           | Thuận Phong         | | |
| Thái Thượng Hằng     | Thước Thước         | | |
| Ngô Tử Thần          | Tiểu Ngõa           | | |
| Hùng Tử Dư           | Tiểu Tước           | | |
| Viên Trương Chánh Kỳ | Kiếm Trì            | | |
| Chu Bách Lân         | Tiểu Tường          | | |

## Nhạc phim
| STT | Nhan đề                                     | Phổ lời          | Phổ nhạc         | Trình bày                         | Thời lượng |
| --- | ------------------------------------------- | ---------------- | ---------------- | --------------------------------- | ---------- |
| 1.  | "我不知道2020 - I don't know" (Nhạc chủ đề) | Lương Bác        | Lương Bác        | Lương Bác                         |            |
| 2.  | "鸟儿飞 - Birds fly" (Sáp khúc)             | Lý Tuấn Nghi     | Thoái Cảnh Lân   | Vu Quả                            |            |
| 3.  | "风铃 - Wind Chimes" (Sáp khúc)             |                  | Mạnh Phàm Minh   | Mạnh Phàm Minh                    |            |
| 4.  | "學貓叫 - Học tiếng mèo kêu" (Sáp khúc)     | Tiêu Phong Phong | Tiểu Phong Phong | Tiểu Phan Phan / Tiểu Phong Phong |            |

## Hậu trường
Để tạo được vai diễn, Trần Hiểu còn cố tình vào bệnh viện để trải nghiệm "thực tập sinh" trong giai đoạn đầu đóng phim 
Trong phim, khán giả được chứng kiến cảnh bệnh viện mà đoàn phim đã bỏ ra 20 triệu Nhân dân Tệ để xây dựng ở Tùng Giang .

### Sáng tạo
Biên kịch Vương Hoan và Ông Hải Hâm là một cặp đôi trẻ ở Thượng Hải, Con gái lớn của họ bị ốm cả chục tháng, Vì điều này, họ đã chạy đến bệnh viện nhi Thượng Hải. Sau khi trải qua những thăng trầm khi cùng con gái đi khám bệnh, họ đã nảy ra ý tưởng tạo ra một kịch bản dựa trên một bác sĩ nhi khoa. Vì lý do này, họ quyết định đi sâu vào khoa nhi và thăm những câu chuyện đằng sau bác sĩ nhi khoa. Để tạo ra kịch bản, đội ngũ sản xuất đã dành gần hai năm để đi sâu vào tiền tuyến, thăm các bệnh viện nhi lớn ở Bắc Kinh, Thượng Hải, Lệ Giang, Xigaze, Ngọc Thụ, và thu thập các tài liệu sáng tạo chi tiết. Ủy ban Y tế Quốc gia đã hỗ trợ phỏng vấn cho cặp vợ chồng Thượng Hải. Đồng thời, đặc biệt mời một bác sĩ nhi khoa để giúp kiểm tra toàn bộ quá trình. Khi nói đến phẫu thuật và các dây chuyền chuyên môn khác, anh ấy được mời đóng góp kịch bản .

### Sản xuất

#### Công ty
| Vai trò       | Tên                                                                     |
| ------------- | ----------------------------------------------------------------------- |
| Sản xuất      | Phát triển Văn hóa Truyền hình và Điện ảnh Đông Đông Thương Thượng Hải  |
| Sản xuất      | Trường Giang Bắc Kinh văn hóa                                           |
| Sản xuất      | Tencent Pictures                                                        |
| Sản xuất      | Mango Excellent Media                                                   |
| Sản xuất      | Mango Entertainment                                                     |
| Sản xuất      | Bắc Kinh Duệ Bác Tinh Thần truyền thông văn hóa                         |
| Sản xuất      | Bác Kinh Kiến Nguyên ảnh thị văn hóa truyền thông                       |
| Sản xuất      | Trung tâm Tuyên truyền và Giáo dục Dân số Trung Quốc                    |
| Sản xuất      | Chi nhánh bác sĩ nhi khoa của Hiệp hội bác sĩ y khoa Trung Quốc         |
| Đồng sản xuất | Đài phát thanh và truyền hình Bắc Kinh                                  |
| Đồng sản xuất | Y Lê Trường Giang Vinh Nghệ Hòa Sinh ảnh thị truyền thông               |
| Đồng sản xuất | Thiên Tân Thiên Thị Tường Dung truyền thông                             |
| Đồng sản xuất | Bắc Kinh Lão Hữu ảnh thị văn hóa                                        |
| Đồng sản xuất | Hải Ninh Nguyên Thạch văn hóa truyền thông                              |
| Đồng sản xuất | Vân Tụ văn hóa truyền thông Thâm Quyến                                  |
| Đồng sản xuất | Quỹ Xây dựng và Phát triển Trung tâm Văn hóa Bắc Kinh (Hợp tác hữu hạn) |
| Đồng sản xuất | Diêu Lai ảnh thị văn hóa truyền thông                                   |
| Đồng sản xuất | Chiết Giang Hoàng Điếm ảnh thị đầu tư                                   |
| Đồng sản xuất | Thịnh Đạt Tư truyền bá văn hóa Bắc Kinh                                 |
| Đồng sản xuất | Tập đoàn đầu tư ảnh thị Tây An Khúc Giang                               |
| Đồng sản xuất | Beijing Century Warner Film and Television Culture Media                |
| Đồng sản xuất | Thượng Hải Từ Thượng hội ảnh thị                                        |
| Đồng sản xuất | Vô Tích Tinh Tập ảnh thị văn hóa                                        |
| Đồng sản xuất | Vĩnh Khang Tiêu Dao ảnh nghiệp                                          |
| Đồng sản xuất | Trung tâm thương mại bản quyền phim truyền hình Tây An                  |
| Đồng sản xuất | Quản lý vốn đầu tư Giang Tô Văn                                         |
| Đồng sản xuất | Vân Nam Kim Thái Thị Giới ảnh nghiệp cổ phần                            |
| Đồng sản xuất | Truyền thông Bắc Kinh Đông Đông Thương hỉ hoan ảnh thị                  |
| Đồng sản xuất | Winsing Arts Foundation                                                 |

## Rating
| Bắc Kinh TV/ Thâm Quyến TV Rating (CSM59) | Bắc Kinh TV/ Thâm Quyến TV Rating (CSM59) | Bắc Kinh TV/ Thâm Quyến TV Rating (CSM59) | Bắc Kinh TV/ Thâm Quyến TV Rating (CSM59) | Bắc Kinh TV/ Thâm Quyến TV Rating (CSM59) | Bắc Kinh TV/ Thâm Quyến TV Rating (CSM59) | Bắc Kinh TV/ Thâm Quyến TV Rating (CSM59) | Bắc Kinh TV/ Thâm Quyến TV Rating (CSM59) | Bắc Kinh TV/ Thâm Quyến TV Rating (CSM59)                                                         |
| Tập                                       | Ngày                                      | Kênh Bắc Kinh TV                          | Kênh Bắc Kinh TV                          | Kênh Bắc Kinh TV                          | Kênh Thâm Quyến TV                        | Kênh Thâm Quyến TV                        | Kênh Thâm Quyến TV                        | Ghi chú                                                                                           |
| Tập                                       | Ngày                                      | % Rating                                  | % Rating share                            | Hạng                                      | % Rating                                  | % Rating share                            | Hạng                                      | Ghi chú                                                                                           |
| ----------------------------------------- | ----------------------------------------- | ----------------------------------------- | ----------------------------------------- | ----------------------------------------- | ----------------------------------------- | ----------------------------------------- | ----------------------------------------- | ------------------------------------------------------------------------------------------------- |
| 1                                         | 30 tháng 11, 2020                         | 0.713                                     | 2.483                                     | 8                                         | 0.603                                     | 2.090                                     |                                           |                                                                                                   |
| 2-3                                       | 1 tháng 12, 2020                          | 0.582                                     | 2.044                                     | 11                                        | 0.630                                     | 2.229                                     | 10                                        | CCTV-8《Bí mật vĩ đại》kết thúc，《Đại Tần đế quốc》bắt đầu phát sóng                             |
| 4-5                                       | 2 tháng 12, 2020                          | 0.974                                     | 3.363                                     | 5                                         | 0.889                                     | 3.090                                     | 7                                         |                                                                                                   |
| 6-7                                       | 3 tháng 12, 2020                          | 1.073                                     | 3.774                                     | 6                                         | 0.832                                     | 2.933                                     | 8                                         |                                                                                                   |
| 8-9                                       | 1.061                                     | 3.627                                     | 6                                         | 0.769                                     | 2.660                                     | 8                                         |                                           |                                                                                                   |
| 10                                        | 5 tháng 12, 2020                          | 1.012                                     | 3.534                                     | 5                                         | 0.578                                     | 2.020                                     | 8                                         |                                                                                                   |
| 11-12                                     | 6 tháng 12, 2020                          | 1.134                                     | 3.831                                     | 6                                         | 0.756                                     | 2.581                                     | 8                                         |                                                                                                   |
| 13-14                                     | 7 tháng 12, 2020                          | 1.397                                     | 4.909                                     | 5                                         | 0.682                                     | 2.405                                     | 7                                         |                                                                                                   |
| 15-16                                     | 8 tháng 12, 2020                          | 1.521                                     | 5.426                                     | 3                                         | 0.639                                     | 2.286                                     | 8                                         |                                                                                                   |
| 17-18                                     | 9 tháng 12, 2020                          | 1.362                                     | 4.781                                     | 5                                         | 0.644                                     | 2.267                                     | 8                                         |                                                                                                   |
| 19-20                                     | 10 tháng 12, 2020                         | 1.467                                     | 5.115                                     | 5                                         | 0.603                                     | 2.113                                     | 9                                         |                                                                                                   |
| 21-22                                     | 11 tháng 12, 2020                         | 1.534                                     | 5.249                                     | 4                                         | 0.598                                     | 2.040                                     | 8                                         |                                                                                                   |
| 23                                        | 12 tháng 12, 2020                         | 1.400                                     | 4.773                                     | 5                                         | 0.751                                     | 2.539                                     | 7                                         |                                                                                                   |
| 24-25                                     | 13 tháng 12, 2020                         | 1.615                                     | 5.366                                     | 3                                         | 0.722                                     | 2.437                                     | 9                                         | Hồ Nam TV《Centimet tình yeu》kết thúc，《Đội kiểm tra lưu dộng》bắt đầu phát sóng                |
| 26-27                                     | 14 tháng 12, 2020                         | 1.702                                     | 5.786                                     | 4                                         | 0.678                                     | 2.316                                     | 8                                         |                                                                                                   |
| 28-29                                     | 15 tháng 12, 2020                         | 1.758                                     | 6.082                                     | 4                                         | 0.721                                     | 2.513                                     | 9                                         |                                                                                                   |
| 30-31                                     | 16 tháng 12, 2020                         | 1.960                                     | 6.842                                     | 3                                         | 0.687                                     | 2.409                                     | 9                                         |                                                                                                   |
| 32-33                                     | 17 tháng 12, 2020                         | 2.119                                     | 7.358                                     | 2                                         | 0.738                                     | 2.576                                     | 8                                         |                                                                                                   |
| 34-35                                     | 18 tháng 12, 2020                         | 2.107                                     | 6.995                                     | 1                                         | 0.845                                     | 2.811                                     | 8                                         | CCTV-1《Trang đài》kết thúc，《Hoa Soma vành》bắt đầu phát sóng                                   |
| 36                                        | 19 tháng 12, 2020                         | 2.135                                     | 7.214                                     | 1                                         | 0.950                                     | 3.187                                     | 6                                         | Đông Phương、Chiết Giang TV《Chỉ vì muốn thấy nụ cười của em》kết thúc                            |
| 37-38                                     | 20 tháng 12, 2020                         | 2.099                                     | 7.049                                     | 1                                         | 0.997                                     | 3.382                                     | 6                                         | Đông Phương、Chiết Giang TV《Đại giang đại hà 2》phát sóng Giang Tô《Dư thần đồng quang》kết thúc |
| 39-40                                     | 21 tháng 12, 2020}                        | 2.152                                     | 7.412                                     | 2                                         | 0.586                                     | 2.026                                     | 10                                        | Giang Tô《Cô gái tuyệt vời》phát sóng                                                             |
| 41-42                                     | 22 tháng 12, 2020                         | 1.801                                     | 6.27                                      | 2                                         | 0.702                                     | 2.46                                      | 9                                         |                                                                                                   |
| 43-44                                     | 23 tháng 12, 2020                         | 1.557                                     | 5.39                                      | 4                                         | 0.644                                     | 2.23                                      | 9                                         |                                                                                                   |
| Rating trung bình                         | Rating trung bình                         |                                           |                                           | —                                         |                                           |                                           | —                                         |                                                                                                   |

Các chương trình chính cùng lúc:
- CCTV-1: "Trang đài" / "Hoa Soma vàng"
- CCTV-8: "Bí mật vĩ đại" / "Đại Tần đế quốc"
- Đông Phương TV: "Chỉ vì muốn thấy nụ cười của em" /Đại giang đại hà 2"
- Chiết Giang TV: "Chỉ vì muốn thấy nụ cười của em" / "Đại giang đại hà 2"
- Giang Tô TV: "Dư thần đồng quang" / "Cô gái tuyệt vời"
- Hồ Nam TV: "Centimet tình yêu" / "Đội kiểm tra lưu động"

1. Dữ liệu được cung cấp bởi CSM Media Research và cuộc khảo sát dành cho khán giả trên bốn tuổi
2. Các xếp hạng trên bao gồm cả CCTV
3. Các tập có xếp hạng thấp nhất được hiển thị bằng màu xanh lam và các tập có xếp hạng cao nhất được hiển thị bằng màu đỏ
4. Nguồn: TVThings

## Giải thưởng
| Năm  | Liên hoan phim             | Hạng mục                     | Đề cử cho | Kết quả | Ghi chú |
| ---- | -------------------------- | ---------------------------- | --------- | ------- | ------- |
| 2019 | 70 năm truyền hình Hoa Ngữ | 100 phim truyền hình nổi bật |           | 49      | [ 9 ]   |